# ナルイン川
ナルイン川（Naryn river、キルギス語: Нарын、ウズベク語: Norin / Норин）は、シルダリヤ川水系の河川。中央アジアのキルギスの天山山脈に発し、フェルガナ盆地を西に流れてウズベキスタンに入り、カラダリヤ川と合流してシルダリヤ川となる。
長さは807km、年間の流量は13.7立方キロメートル。水力発電用の多くの貯水池がある。その内最大のものは19.9立方キロメートルの水を蓄えるトクトグル湖である。